# Cindy Brown
Pour les articles homonymes, voir Brown.
Cindy Brown, née le 16 mars 1965 à Portland, dans l'Oregon, est une joueuse américaine de basket-ball. Elle évoluait au poste d'ailière.

## Palmarès
- Championne olympique 1988
- Championne du monde 1986
- Vainqueur des Jeux panaméricains de 1987

## Distinctions personnelles
- Second meilleur cinq de la WNBA (1998)